# Observatorio Meteorológico de Alta Montaña de Śnieżka
El Observatorio Meteorológico de Alta Montaña Tadeusz Hołdys de Śnieżka (nombre utilizado anteriormente: Observatorio de Alta Montaña Tadeusz Hołdys de Śnieżka): una institución del Instituto de Meteorología y Gestión del Agua, situada en Śnieżka - la cumbre más alta de las Montañas de los Gigangtes y de todos los Sudetes, a una altitud de 1602 metros sobre el nivel del mar. Desde 1985 el observatorio lleva el nombre de Tadeusz Hołdys, director del observatorio durante muchos años.

## Comienzo de las observaciones
La historia de las observaciones meteorológicas en Śnieżka se remonta al año 1824. Al principio se realizaban en la capilla de San Lorenzo, adaptada a albergue turístico, y tenían un carácter irregular. En 1889, por iniciativa de Johann Pohl, se creó una estación meteorológica de segunda clase en el refugio del lado de Silesia.

## Antiguo edificio del observatorio

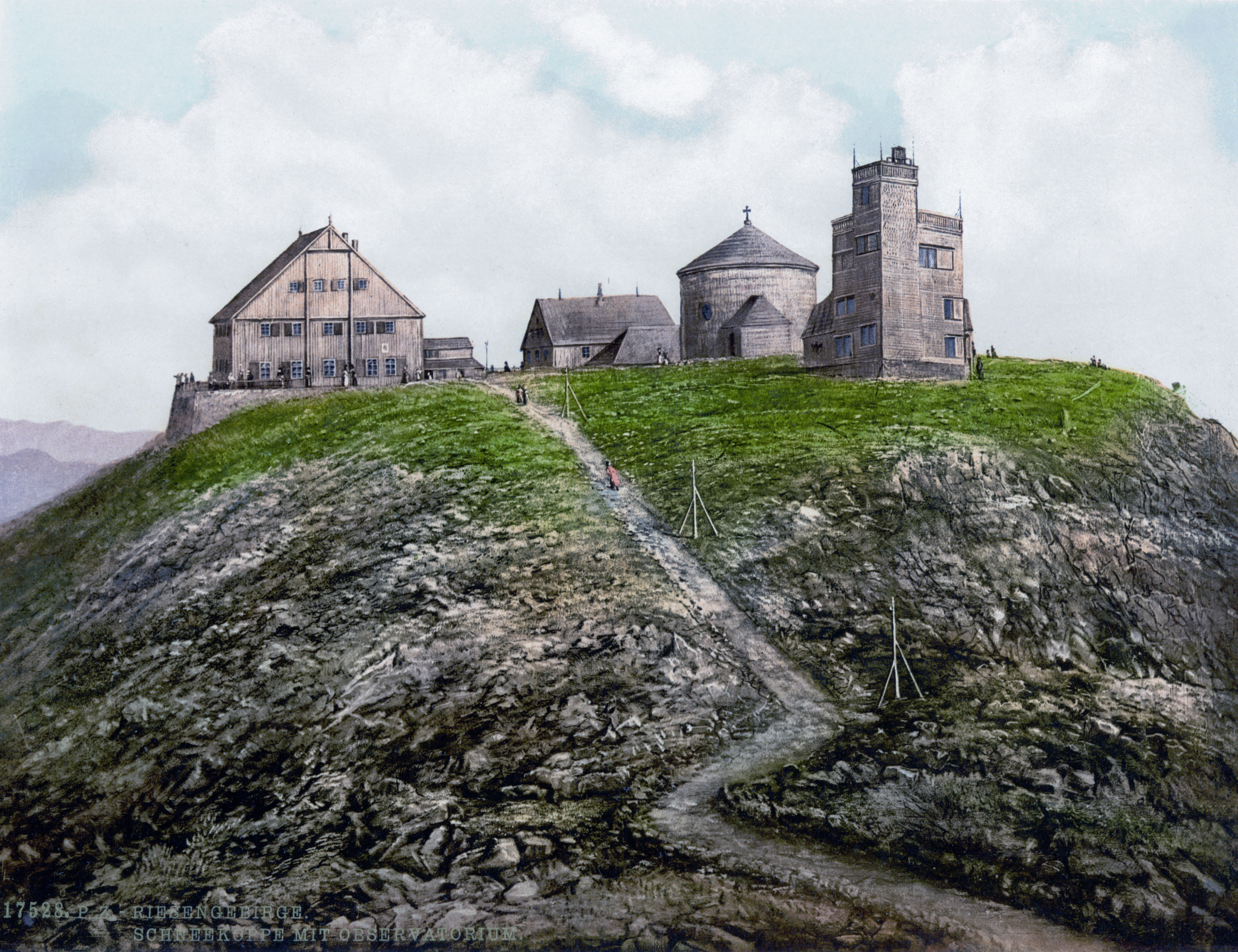
Edificio del antiguo observatorio alrededor del año 1900 (primero a la derecha)

En 1897 se concibió un proyecto para construir un edificio de observación independiente. La construcción comenzó dos años después. El edificio se utilizó para realizar mediciones a partir del 5 de julio de 1900 como observatorio meteorológico de primera clase. Tenía la forma de una torre de tres pisos de 16 m de altura con dos pequeñas terrazas en el tejado. La estructura del edificio estaba formada por troncos de roble y alerce, atornillados con tornillos de hasta 4 m de longitud. El esqueleto se rellenó con cubos de asbesto-corcho de 18 cm de grosor, recubiertos de yute empapado en yeso. La capa de aislamiento exterior consistía en tablas y papel de alquitrán, mientras que el interior era de fibra. La torre se estabilizó con una capa de piedras de 5 toneladas, colocada bajo la terraza. Toda la estructura estaba anclada en el suelo rocoso con cuerdas de acero. El edificio también estaba protegido contra los rayos por tres pararrayos. Las mediciones se realizaron en las terrazas y en el jardín meteorológico, situado en el lado austrohúngaro.

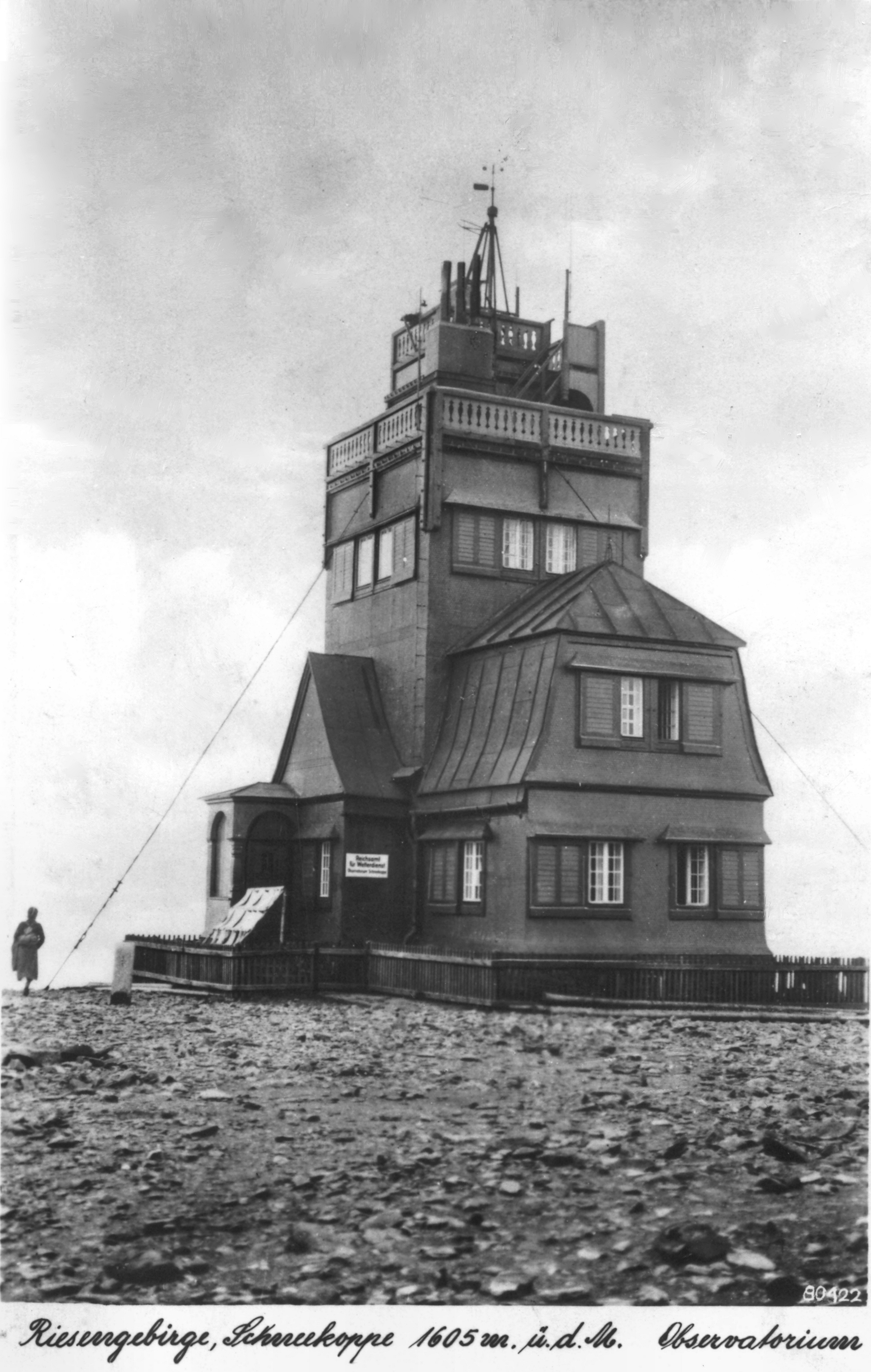
La construcción del antiguo observatorio en 1942

El edificio sobrevivió a la Primera y Segunda Guerra Mundial. El 16 de julio de 1945, el Servicio Meteorológico Polaco comenzó a realizar observaciones en el edificio. El edificio fue sometido a difíciles condiciones climáticas en la cumbre. El edificio fue renovado muchas veces. A mediados de los años 50 se decidió construir un nuevo observatorio, pero su puesta en marcha no comenzó hasta la segunda mitad de los años 60. A partir del 1 de enero de 1975 se realizaron observaciones comparativas en el antiguo y en el nuevo observatorio. Las mediciones en el antiguo edificio finalizaron el 23 de octubre de 1976. Se planeó desmantelar el edificio y transportarlo a otro lugar donde serviría como museo dedicado a la meteorología. En 1978, el Instituto de Meteorología y Gestión del Agua cedió el edificio a la ciudad de Karpacz por un zloty simbólico. Se iba a reubicar en las inmediaciones del Museo del Deporte y el Turismo, pero este plan nunca se llevó a cabo. En 1989, el edificio, que llevaba 13 años deteriorándose, fue demolido sin que se previera su reconstrucción.

## Nuevo edificio del observatorio
El nuevo edificio del observatorio se levantó entre los años 1966 y 1974 (la construcción finalizó el 13 de noviembre de 1974), unos metros al oeste del emplazamiento del antiguo chalé de montaña polaco (y hasta 1945 alemán) de Śnieżka. La construcción era de concreto armado, acero, aluminio (incluida la cubierta exterior) y vidrio. El edificio fue diseñado por el arquitecto Dr. Witold Lipiński y el arquitecto Waldemar Wawrzyniak de la Universidad Politécnica de Wrocław, que ganó el concurso de la SARP para el diseño del edificio.

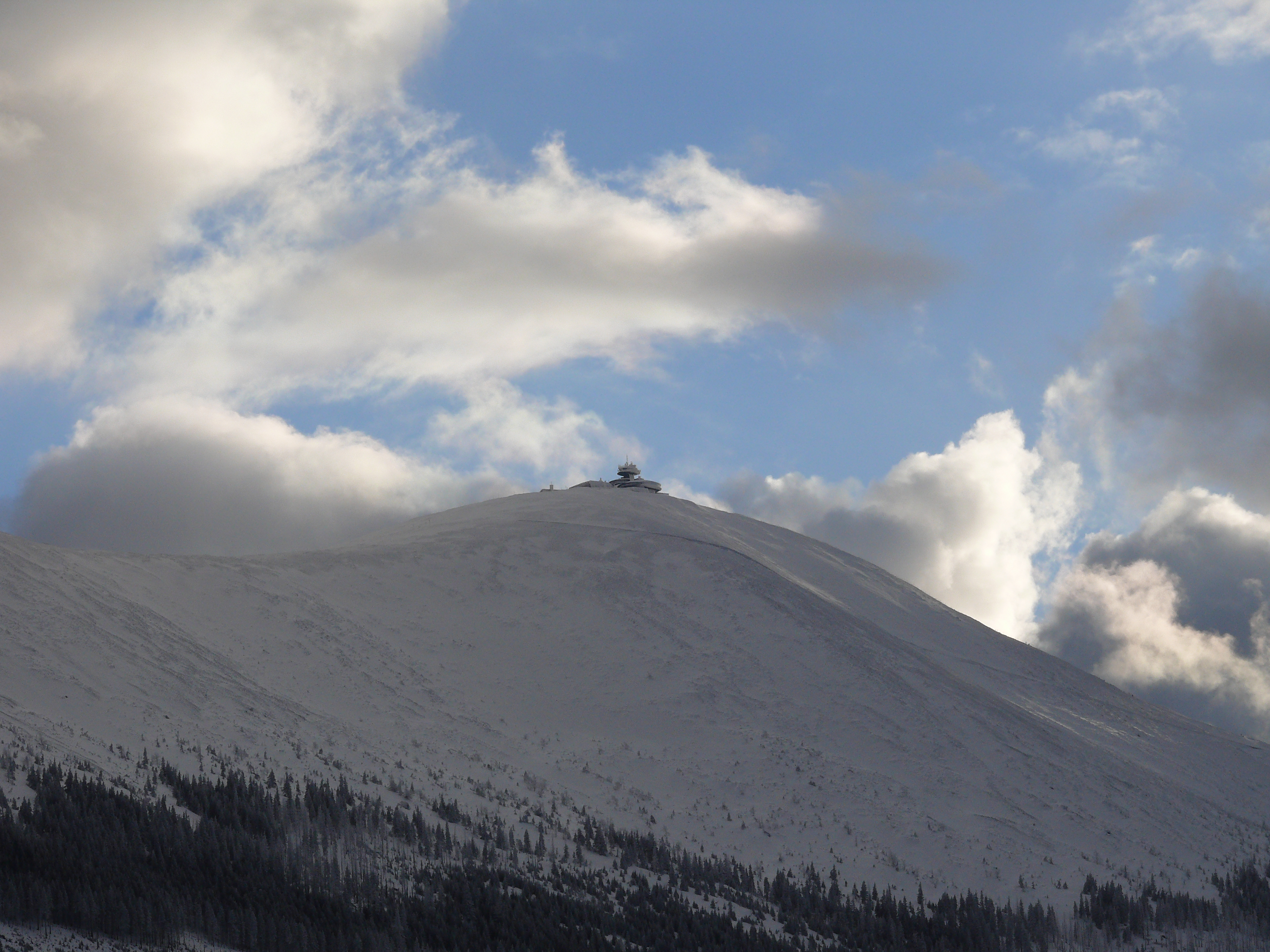
El edificio del nuevo observatorio - vista desde Krucze Skały en Karpacz

El edificio tiene la forma de tres masas interconectadas en forma de disco (a veces también llamadas platos o platillos, por su parecido con los platillos volantes). Witold Lipiński explicó la forma del edificio de la siguiente manera: En los años 50 se hablaba mucho de los vehículos voladores no identificados, y a mí siempre me han fascinado las líneas curvas y los espacios esféricos: decidí que el observatorio PIHM de Śnieżka tendría forma de disco. La construcción de los discos es una celosía de acero, apoyada centralmente en una cimentación de hormigón. El edificio debía sustituir al antiguo observatorio y al antiguo albergue de 1862, debido al mal estado técnico de los edificios y al aumento del tráfico turístico. Sin embargo, el edificio no estaba destinado a servir de alojamiento y sólo debía albergar el observatorio y un restaurante. La realización del nuevo edificio del observatorio obtuvo una distinción en la Exposición Mundial de Arquitectura de México. La observación en el nuevo edificio comenzó el 1 de enero de 1975. El Observatorio fue dirigido por Tadeusz Hołdys y Józef Pawłowski (en los años 1983-2000). Actualmente, el director es Piotr Krzaczkowski (2000).
El 1 de noviembre de 2015, el IMiGW cerró la sección de restauración hasta nuevo aviso. En febrero de 2020, la cubierta sufrió daños debido a los fuertes vientos. En junio de 2020 el edificio fue inscrito en el registro de monumentos históricos.

## Construcción del nuevo observatorio

### Disco superior
El disco más alto -que alcanza una altura de 1.620 m- alberga el observatorio meteorológico. - alberga el observatorio meteorológico. Tiene el diámetro más pequeño: unos 13 m. Se encuentra en un pozo de concreto armado, por encima de los demás discos. Se distingue de los demás por una galería exterior que rodea el disco y una terraza para tomar medidas en el tejado. Tiene ventanas en todo su perímetro.

### Disco medio

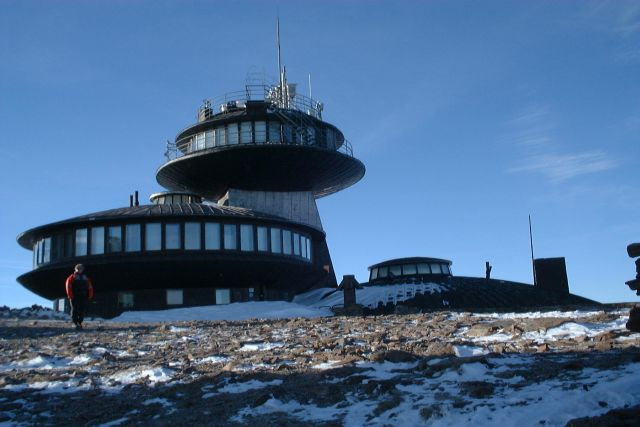
La construcción del nuevo observatorio - vista desde el este

El disco medio, con un diámetro de unos 20 m, está situado en el lado sur. Alberga las instalaciones técnicas del observatorio, las salas del personal y los almacenes. Está conectado al eje sobre el que descansa el disco superior. Hay una claraboya en el techo del disco. El disco tiene un sótano.

### Disco inferior
En el disco inferior, en el nivel donde se encuentra la entrada al observatorio desde el oeste, hay un restaurante abierto al público, desde el que se puede admirar la vista hacia el valle de Jelenia Góra, una tienda de recuerdos, una zona de descanso para turistas y un inodoro. El disco está situado en el lado norte y tiene el mayor diámetro, unos 30 m. Hay una claraboya en el techo del disco. El disco tiene un sótano.

## Controversias

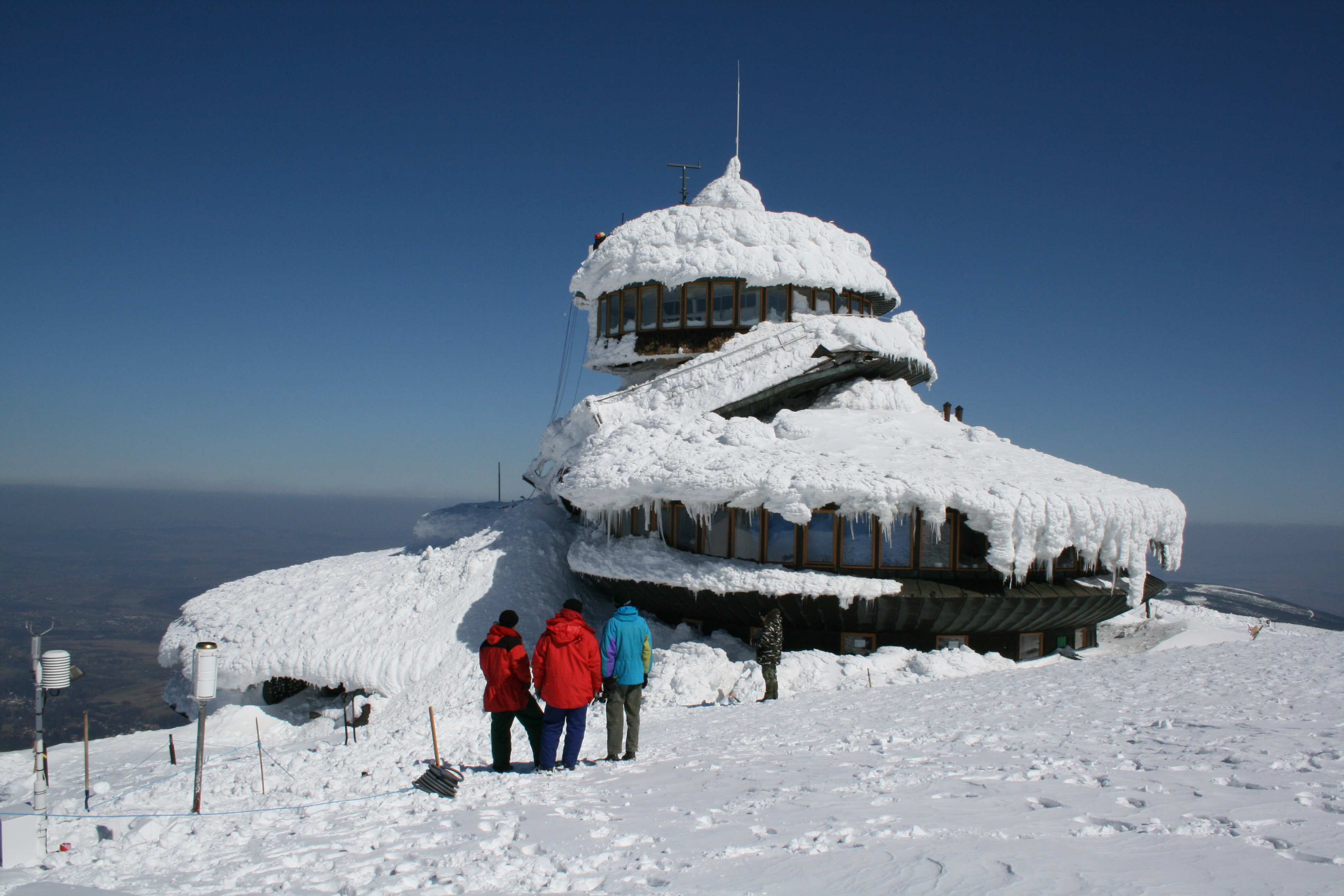
Observatorio de Śnieżka poco después del desastre del edificio del marzo del año 2009.

Desde el momento de su construcción, el nuevo edificio genró polémica, entre otras cosas, por su falta de referencia a la arquitectura montañesa y de los Sudetes. Sin embargo, se inscribe en la tendencia de los edificios futuristas construidos en aquella época en los Sudetes, en Checoslovaquia, representados, entre otros, por el hotel de la cima de la montaña Ještěd (1966-1973), o la torre de transmisión de televisión de Praděd (1977-1983).

## Jardín meteorológico
A pocos metros del edificio, cerca de la frontera estatal con la República Checa, en el emplazamiento del antiguo edificio del observatorio hay un jardín meteorológico. El jardín funciona en este lugar desde 1991, cuando fue trasladado desde su ubicación en la parte checa.

## Observaciones realizadas

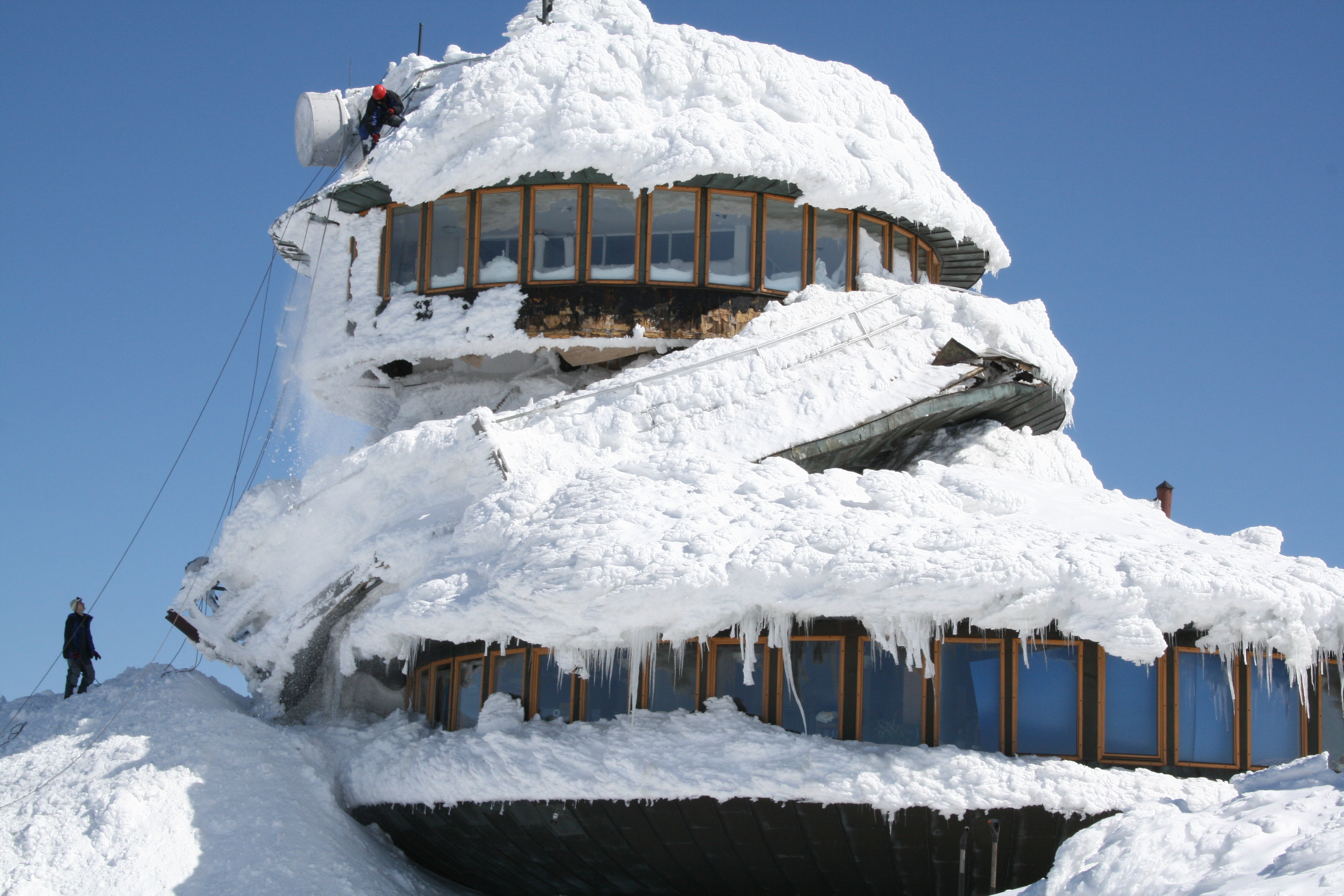
Observatorio de Śnieżka 03.2009

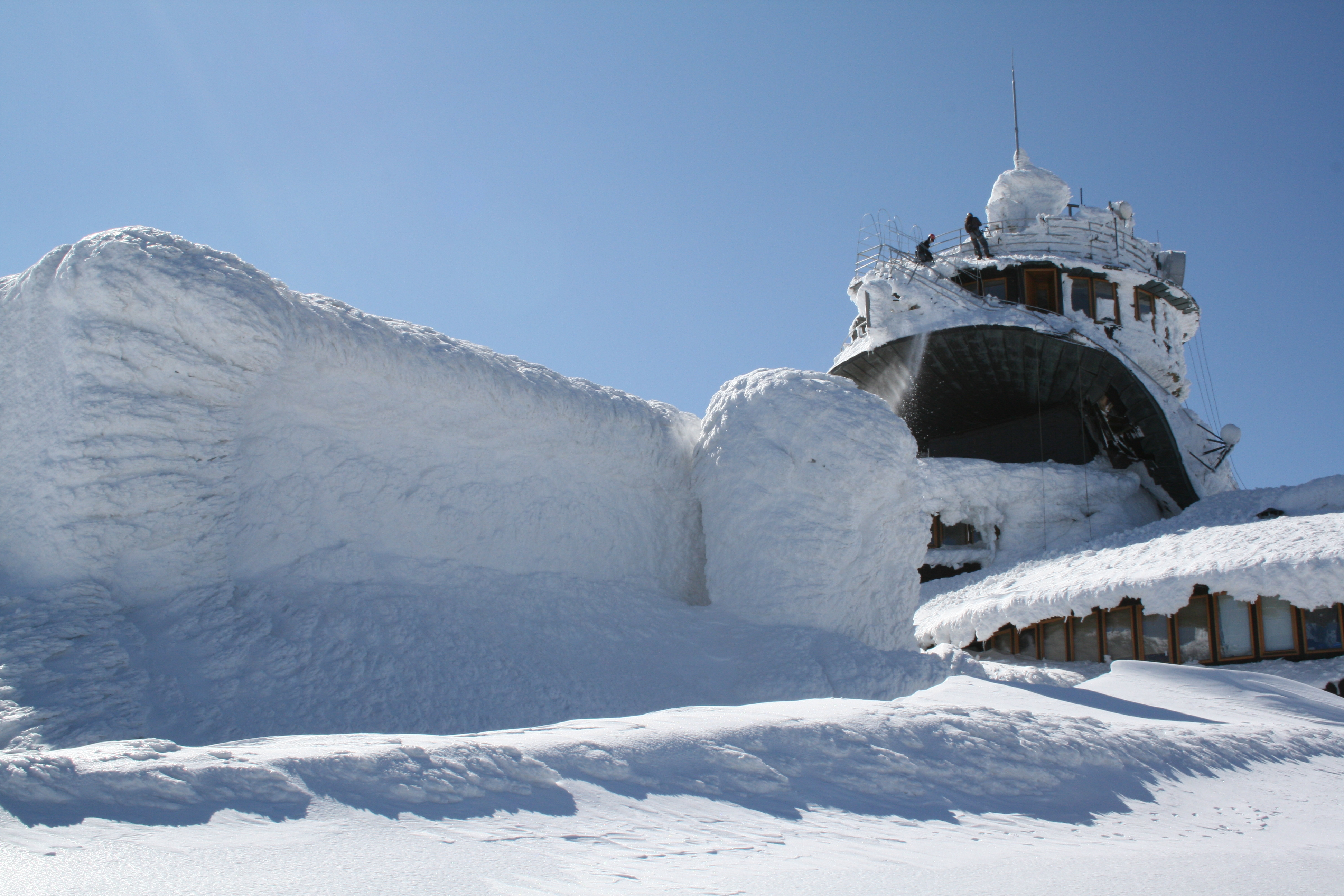
Observatorio de Śnieżka 03.2009.

El Observatorio de Śnieżka es uno de los dos, además de Kasprowy Wierch, observatorios del IMiGW incluidos en el sistema mundial de estaciones de alta montaña. La temperatura media anual en Śnieżka supera ligeramente los 0 °C, en el mes más cálido es de 10,6 °C. La temperatura más alta registrada en el observatorio fue de 25,9 °C (1892). En el periodo de posguerra, la temperatura más alta registrada en la ubicación actual del observatorio fue el 28 de julio de 2013: 24,6 °C. La cumbre de Śnieżka se caracteriza por sus vientos huracanados. La velocidad media más alta del viento en 10 minutos registrada aquí (21 de febrero de 2004) es de 65 m/s, o 234 km/h. Las ráfagas de viento récord alcanzan los 80 m/s. La niebla en el pico se produce más de 300 días al año. Durante un periodo de aproximadamente medio año (normalmente de octubre a mayo) hay una capa de nieve en la cumbre. La precipitación media supera los 1000 mm.

## Actividades educativas del observatorio
En el observatorio hay un Punto de Educación Ambiental donde se puede conocer el funcionamiento de los instrumentos meteorológicos.

## Catástrofes en el observatorio

### 1962

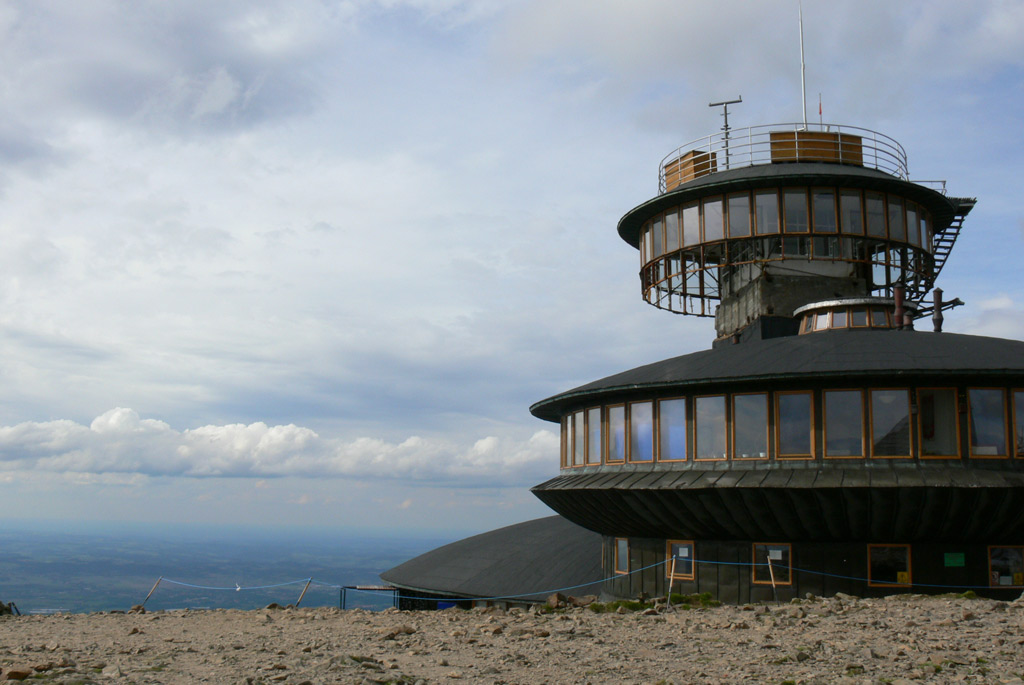
Observatorio de Śnieżka después de la catástrofe. Estado en junio de 2009

En octubre de 1962 se rompió una de las paredes del frontón del antiguo observatorio. Debido a esta situación, el arquitecto del distrito de Jelenia Góra emitió la orden de abandonar el edificio en 48 horas. Para continuar con las observaciones, se llevó a cabo una reparación de seguridad sustituyendo los elementos putrefactos y reforzando los muros.

### 2009

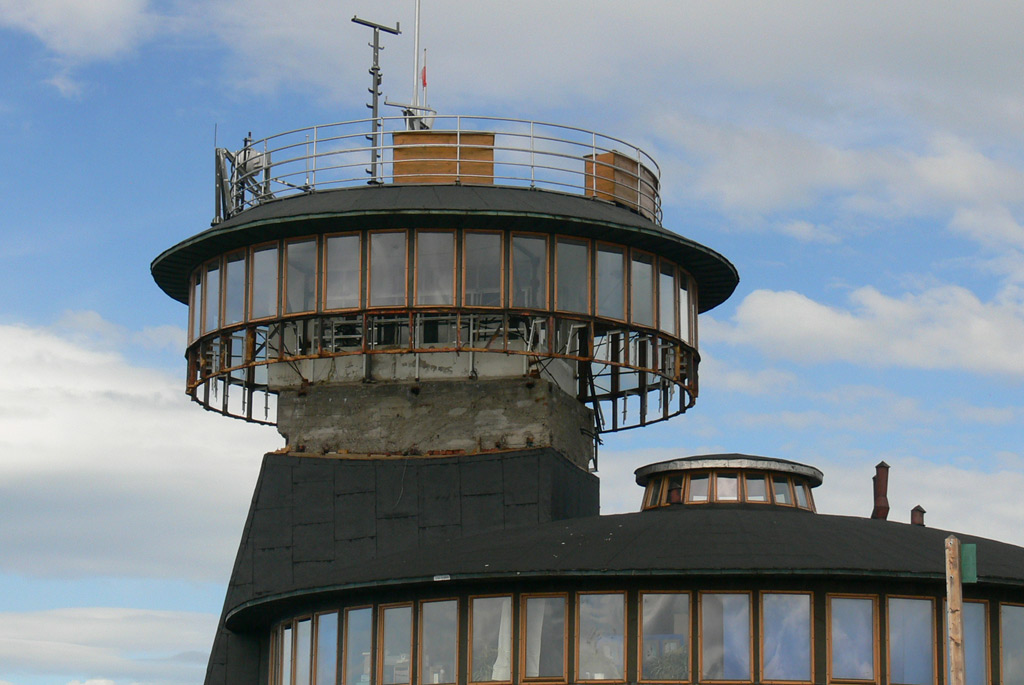
Daños en el disco superior del observatorio. Estado de junio de 2009

El 11 de marzo, los meteorólogos que trabajaban en el observatorio sintieron un pequeño temblor. El 12 de marzo de 2009 se oyó un fuerte crujido y se observaron grietas en la pared y un abultamiento en el suelo del disco superior del observatorio. Los empleados fueron evacuados del observatorio y el equipo de medición se trasladó al disco central. Las instalaciones y los senderos turísticos que conducen a la cumbre desde el lado polaco se cerraron el viernes 13 de marzo. El 16 de marzo se produjo una falla estructural. La construcción de acero que soportaba el disco superior resultó dañada: los voladizos se desprendieron del núcleo de concreto armado y la carcasa resultó dañada en 2/3 de su circunferencia. A finales de marzo comenzaron los trabajos de demolición de la parte dañada del disco superior. En octubre de 2009 se completó la reconstrucción del disco. Las observaciones meteorológicas se llevaron a cabo todo el tiempo, ya que el observatorio meteorológico de Śnieżka es uno de los dos observatorios polacos de IMGW (español: Instituto de Meteorología y Gestión del Agua) incluidos en el sistema mundial de estaciones de gran altitud y está obligado por la Organización Meteorológica Mundial (OMM) a realizarlas continuamente.

## Curiosidades
- Una maqueta a escala 1:25 del Observatorio de Alta Montaña de Śnieżka puede verse en el Parque de Monumentos en Miniatura de la Baja Silesia, en Kowary.

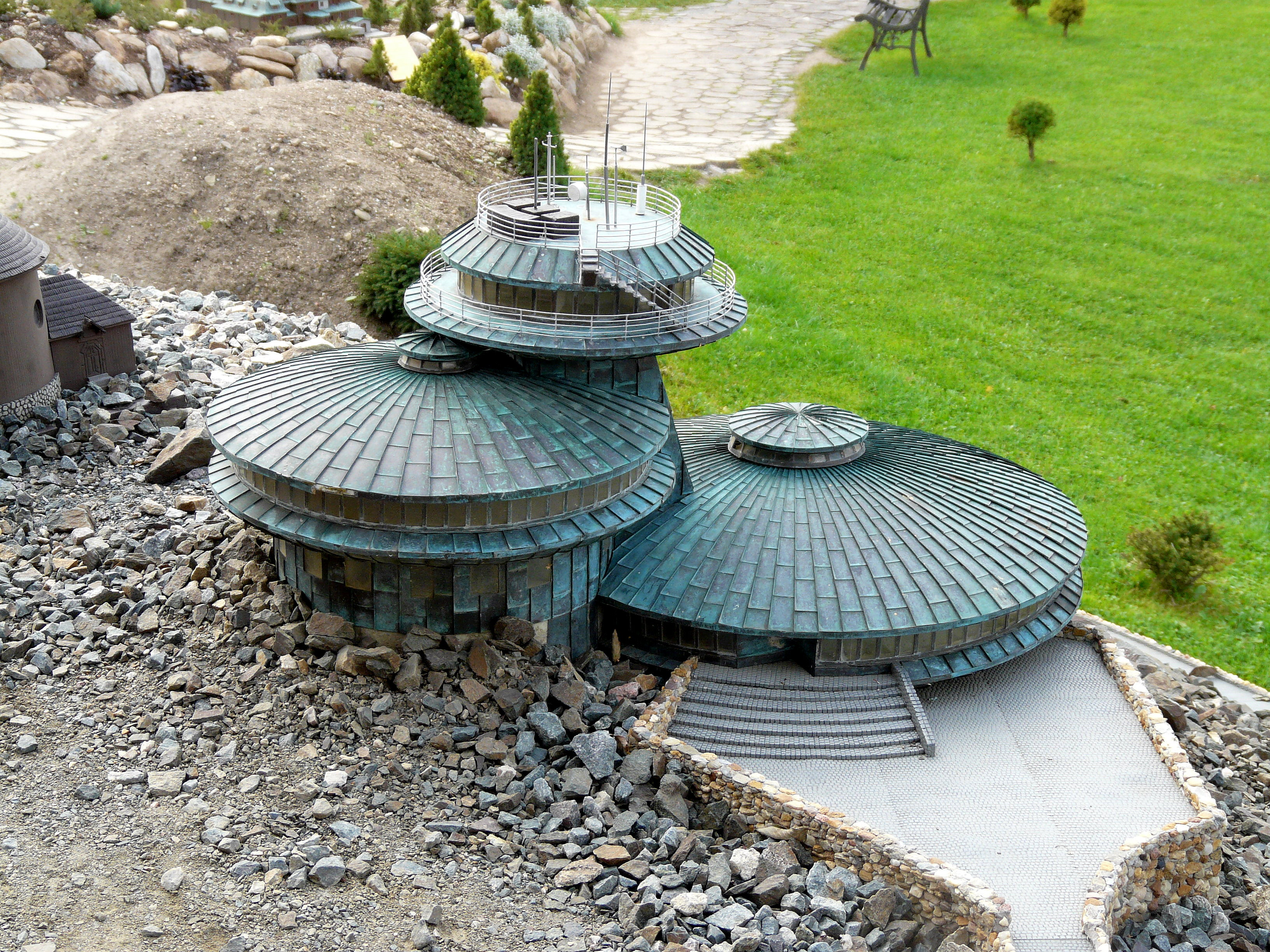
Miniatura del restaurante y observatorio de Śnieżka

- Miniatura del restaurante y observatorio de ŚnieżkaEl edificio del Observatorio de Alta Montaña en Śnieżka es el símbolo de la Asociación de Estudiantes de Guías de Montaña de los Sudetes en Wrocław.